# Bellcaire d'Urgell (ort)
Bellcaire d'Urgell är en ort i Spanien.   Den ligger i provinsen Província de Lleida och regionen Katalonien, i den östra delen av landet, 400 km öster om huvudstaden Madrid. Bellcaire d'Urgell ligger 251 meter över havet och antalet invånare är 1 218.
Terrängen runt Bellcaire d'Urgell är platt. Runt Bellcaire d'Urgell är det ganska glesbefolkat, med 24 invånare per kvadratkilometer. Närmaste större samhälle är Balaguer, 9,9 km nordväst om Bellcaire d'Urgell. Trakten runt Bellcaire d'Urgell består till största delen av jordbruksmark.